# Adam Poniński (1732–1798)

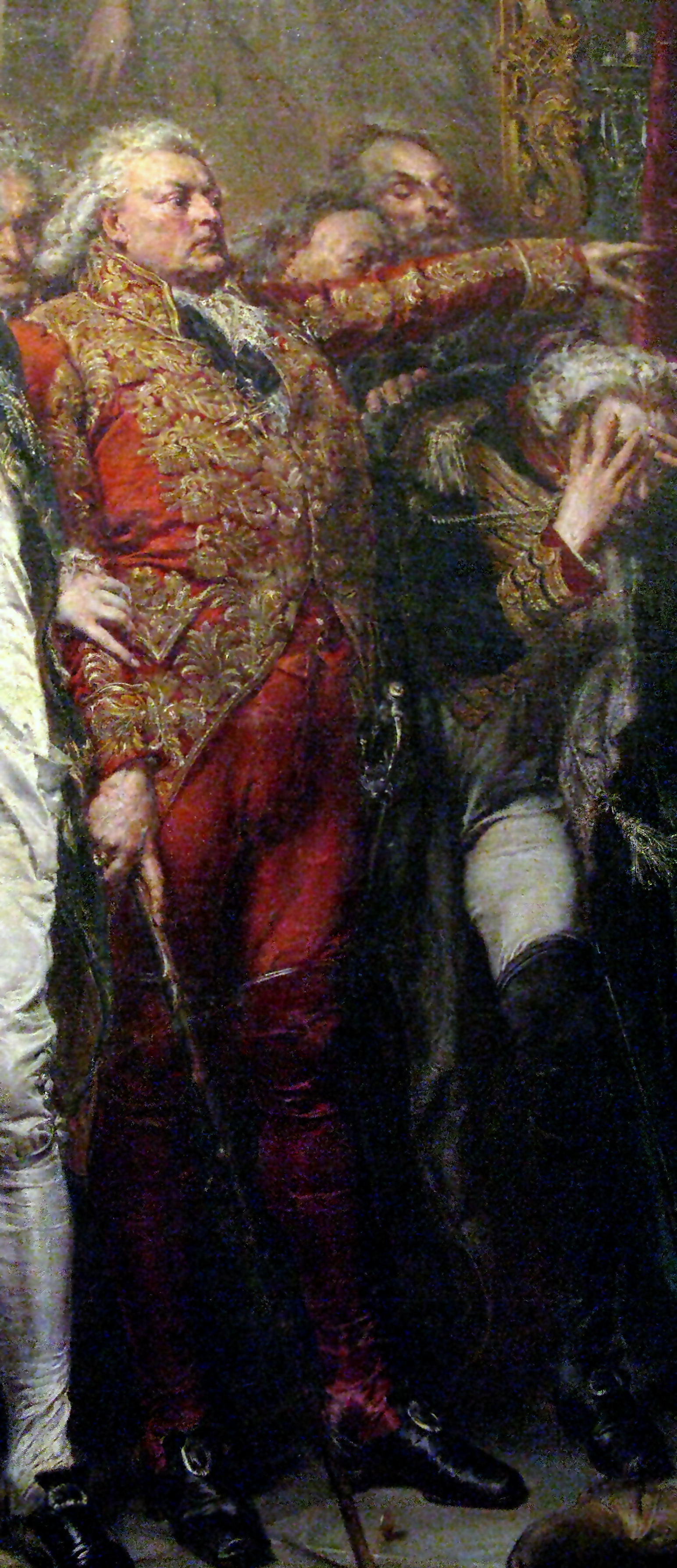
Adam Poniński na obrazie Rejtan Jana Matejki

Adam Poniński książę herbu Łodzia (ur. w 1732, zm. 23 lipca 1798 w Warszawie) – książę od 1774, jeden z przywódców konfederacji radomskiej w 1767, marszałek sejmu rozbiorowego 1773–1775, oraz podskarbi wielki koronny od 1775, kuchmistrz wielki koronny, konsyliarz Rady Nieustającej od 1776 roku, przeor przeoratu polskiego Zakonu Kawalerów Maltańskich, marszałek konfederacji 1773 roku, która umożliwiła dojście do skutku Sejmu Rozbiorowego, starosta ryczywolski i babimojski.

## Życiorys
Pochodził z rodziny szlacheckiej pieczętującej się herbem Łodzia. Brat Kaliksta i Apolonii.
Był posłem na sejm 1760 roku z województwa rawskiego. Marszałek sejmiku generalnego wielkopolskiego w 1764 roku.
7 maja 1764 roku jako poseł poznański podpisał manifest, uznający odbywający się w obecności wojsk rosyjskich sejm konwokacyjny za nielegalny. Konsyliarz konfederacji Czartoryskich w 1764 roku.
Jako poseł województwa poznańskiego na sejm elekcyjny 1764 roku, był elektorem Stanisława Augusta Poniatowskiego z województwa poznańskiego. Poseł województwa kaliskiego na sejm koronacyjny 1764 roku. W 1766 roku był posłem na Sejm Czaplica z województwa poznańskiego. Komisarz z rycerstwa w Komisji Wojskowej Koronnej w latach 1765–1770.
W 1767 roku zorganizował w Wielkopolsce konfederację radomską i czerpał krociowe zyski z ogłaszanych w jej imieniu nieuczciwych wyroków sądowych. Jako poseł kaliski 23 października 1767 roku wszedł w skład delegacji Sejmu, wyłonionej pod naciskiem posła rosyjskiego Nikołaja Repnina, powołanej w celu określenia ustroju Rzeczypospolitej. Był posłem ziemi liwskiej na Sejm Rozbiorowy 1773–1775, mandat uzyskał na sejmiku liwskim, otoczonym przez wojska rosyjskie. 18 września 1773 roku podpisał traktaty cesji przez Rzeczpospolitą Obojga Narodów ziem zagarniętych przez Rosję, Prusy i Austrię w I rozbiorze Polski.
Jako jeden z najbardziej zaufanych współpracowników ambasadora rosyjskiego Kaspra von Salderna pobrał w 1772 roku półroczny jurgielt z kasy ambasady rosyjskiej w wysokości 1200 dukatów. Później do 1789 roku był stale opłacany przez ambasadora rosyjskiego Ottona Magnusa von Stackelberga pensją roczną 2400 dukatów. Członek konfederacji Andrzeja Mokronowskiego w 1776 roku.
W czasie przeprowadzania I rozbioru Polski, trzy państwa rozbiorcze przyznały mu ze wspólnej kasy, przeznaczonej na korumpowanie posłów na Sejm Rozbiorowy 1773–1775 46 tys. czerwonych złotych na utrzymanie.
Zajmował się też grabieżą majątku rozwiązanego zakonu jezuitów przeznaczonego na działanie Komisji Edukacji Narodowej. Na Sejmie Rozbiorowym 1773–1775 został członkiem Komisji Rozdawniczej Koronnej, ustanowionej dla likwidacji majątku skasowanego w Rzeczypospolitej zakonu jezuitów. Podskarbiostwo wielkie koronne kupił od Teodora Wessla. W 1778 roku był członkiem Departamentu Skarbowego Rady Nieustającej. Pomimo sprawowania przez Ponińskiego popłatnego urzędu, namiętność do gry w karty w błyskawicznym tempie przyczyniła się do wzrostu jego długów (w 1785 roku ogłoszono jego bankructwo) i spowodowała gotowość sprzedania swoich usług jako polityka każdemu, kto tylko był gotów zapłacić. Był członkiem konfederacji Sejmu Czteroletniego w 1788 roku. Ostatecznie został płatnym agentem ambasady rosyjskiej, ściśle współpracując z przedstawicielami dyplomatycznymi Rosji – Nikołajem Repninem i Otto Magnusem von Stackelbergiem, za co 1 września 1790 roku został skazany przez Sejm Czteroletni na wygnanie i pozbawienie wszystkich tytułów. Wyrok został uchylony 13 maja 1793 roku przez konfederację targowicką.
W 1777 roku został wolnomularzem stopnia Chevalier de l'Orient et du Bouclier d'Or w loży Parfait Silence.

## Ordery i odznaczenia
- Order Orła Białego (1763). W 1790 został mu odebrany.
- Order Świętego Stanisława (1773)[16]. W 1790 został mu odebrany.